# The Red Pill
The Red Pill er en amerikansk dokumentarfilm fra 2016 instrueret af Cassie Jaye.